# Luxemburg im Ersten Weltkrieg
Im Ersten Weltkrieg und in dessen Folge ergaben sich für das Großherzogtum Luxemburg große politische, wirtschaftliche und kulturelle Veränderungen. Vom 2. August 1914 bis zum Ende des Krieges wurde Luxemburg von deutschen Truppen besetzt. Es wurde anders als 1940 zwar nicht offiziell vom Deutschen Reich in das Staatsterritorium einverleibt, jedoch wirtschaftlich integriert. Neben dem Tod des Staatsministers im Jahr 1915, der zu einer politischen Krise führte, musste nach dem Krieg 1919 das Staatsoberhaupt, die vermeintlich deutschfreundliche Großherzogin Maria-Adelheid zurücktreten. Das Großherzogtum wechselte vom wirtschaftlichen Anschluss an Deutschland zu einer Wirtschaftsunion mit Belgien, die heute noch existiert.

## Luxemburg zwischen drei Annexionsbestrebungen
Seit dem Jahr 1867 genoss Luxemburg die langjährige garantierte Neutralität von fünf europäischen Staaten, die das Großherzogtum vor Konflikten schützen sollte. Diese Neutralität sollte sich jedoch als brüchig erweisen.
Am 2. August 1914 verletzten deutsche Truppen diese Neutralität, indem sie in Luxemburg einmarschierten. Dieser Akt entsprach den Plänen in der Kriegszieldenkschrift des deutschen Reichskanzlers Theobald von Bethmann Hollweg.
Die deutschen Absichten gingen über die Besetzung hinaus. Es gab Gedankenspiele, Luxemburg als einen Bundesstaat in das Deutsche Kaiserreich zu integrieren und es um die 1839 an Belgien verlorenen Gebiete Luxemburgs zu erweitern. Die Pläne einer dauerhaften Integrierung Luxemburgs entstanden unmittelbar bei Kriegsbeginn und waren kein Teil einer akribischen post-weltkrieglichen Propaganda. Nach dem Protest der luxemburgischen Regierung erklärte der Reichskanzler, dass dieser Akt keine feindliche Handlung gegen Luxemburg darstellte, sondern lediglich den Schutz der deutschen Reichsbahnen vor möglichen Angriffen aus Frankreich bezweckte.

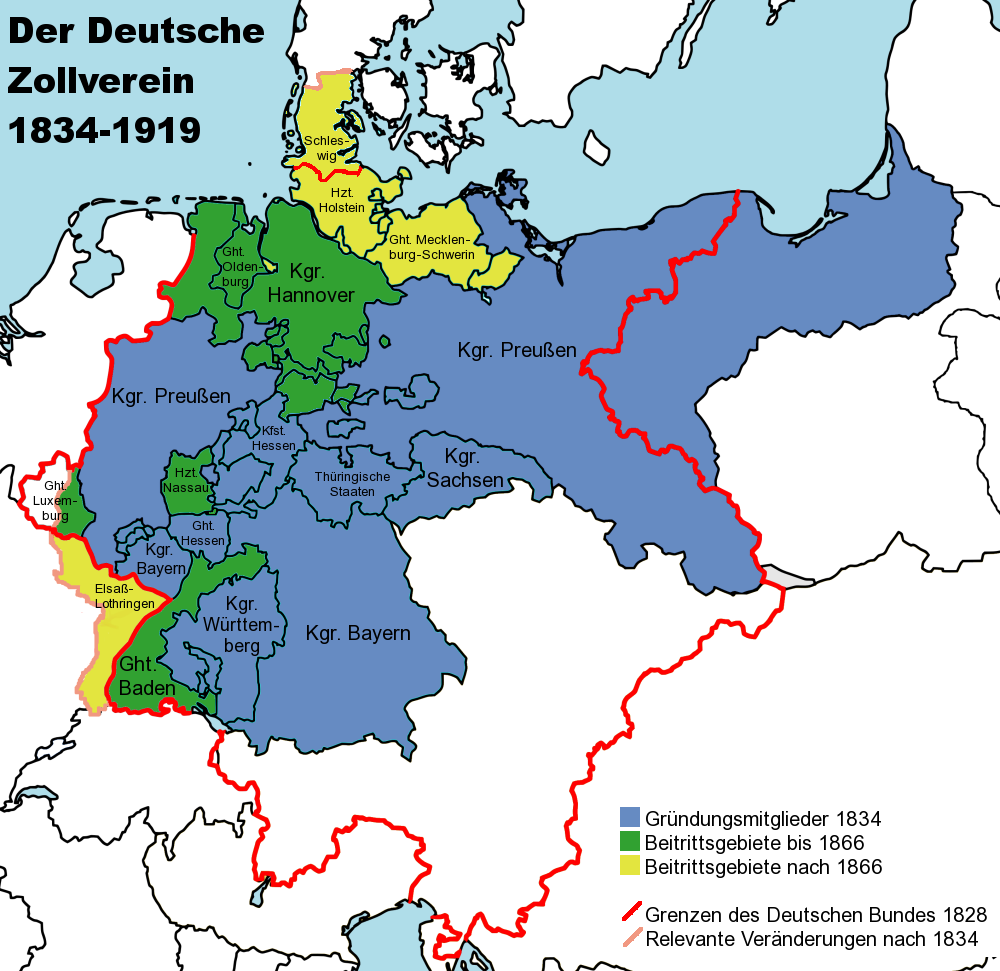
Luxemburg als Mitglied des Deutschen Zollvereins

Die luxemburgische Regierung unter Paul Eyschen verfolgte eine konstante neutrale Haltung und befürwortete eine passive, nicht widerstandsartige Verhaltensweise. Während der Besatzung erfolgte eine rasche Wiederaufnahme der Stahlproduktion und eine enge wirtschaftliche Integration in die deutsche Wirtschaft, wie diese bereits durch den Deutschen Zollverein existierte. So gingen 70 % der luxemburgischen Exporte in das Gebiet des Zollvereins, während 90 % der Importe ebenfalls aus dem Zollverein kamen.
Als Teil der deutschen Besatzungspolitik wurden die belgische, britische und französische Botschaft auf Wunsch der deutschen Reichsregierung aus Luxemburg verwiesen. Großherzogin Marie-Adelheid, die als prodeutsch/deutschfreundlich beschrieben wurde, empfing Kaiser Wilhelm II. im Großherzogtum. Die Dauer der Besatzung ließ die Unzufriedenheit und den Unmut in der Bevölkerung verstärken.

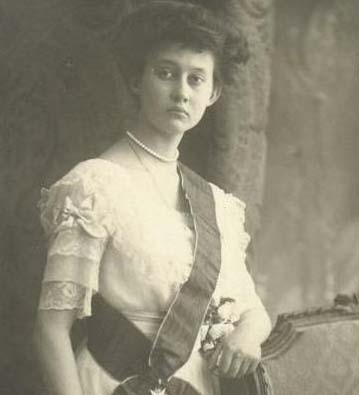
Großherzogin Marie-Adelheid

Gleichzeitig gab es in Frankreich Pläne, Luxemburg zu annektieren, insbesondere um Maurice Barrès und seiner nationalen Rechte. Bereits 1912 hatte der Kriegsrat einem möglichen Präventivschlag zugestimmt, um Luxemburg einzuverleiben. Die luxemburgische Bourgeoisie war tendenziell frankophil, da viele von ihnen in Frankreich arbeiteten oder in der französischen Armee dienten. Wiederum galten die meisten luxemburgischen Politiker bis 1914 als tendenziell germanophil.
Die Regierung Frankreichs verfolgte eine defensive Position, um ein Druckmittel in den Allianzverhandlungen mit Belgien zu haben. Die belgische Exilregierung wiederum hoffte auf eine Angliederung Luxemburgs an Belgien. Im Jahr 1917 verzichtete Frankreich in einer Geheimnote auf Luxemburg.
Selbst nach dem Waffenstillstand im November 1918 war der französische Marschall Ferdinand Foch nicht bereit, belgischen Truppen eine Rolle in der Besatzung Luxemburgs zu gewähren. Die Bedrohung der Unabhängigkeit Luxemburgs (durch vermeintliche Verbündete) war aufgrund der Kriegszensur und der deutschen Besatzung in Luxemburg selbst weitgehend unbekannt. Der luxemburgische diplomatische Dienst war unterentwickelt, und Reisen jenseits der Frontlinien waren unmöglich.

## Politische Krisen (1916–1919)
Durch den Tod von Staatsminister Paul Eyschen im Jahre 1915, der 27 Jahre lang seinen Posten innehatte, entstand eine langjährige und den Krieg überdauernde staatlich-gesellschaftliche Krise. Nach dem Tod von Eyschen gelang es der Großherzogin nicht, eine parlamentarische Mehrheit zu schaffen. Auch die politische Rechte unter Emil Reuter schaffte es nicht, eine absolute Mehrheit zu erreichen und das Land blieb politisch zerrissen. Die folgende Regierung von Reuter schaffte es zusätzlich nicht, entstandene Probleme innerhalb der Gesellschaft, Politik und Wirtschaft in den Griff zu bekommen. 1916 wurde eine Dreiparteienkoalition aus Konservativen, Liberalen und Sozialisten geformt. Diese wurde jedoch bereits im Dezember desselben Jahres durch ein Misstrauensvotum gestürzt, nachdem Luxemburg eine Verschärfung der Situation erfahren hatte.
Wie auch im Deutschen Reich versuchen Arbeiter- und Bauernräte, eine luxemburgische Republik auszurufen. Die Zentren befanden sich insbesondere in der Stadt Luxemburg und in Esch (an der Alzette), dem industrialisierten Süden des Großherzogtums. Aufstände und Unruhen wurden von der französischen Armee unterdrückt und unterbunden – dies führte auch zu Meutereien innerhalb der französischen Truppen, da dort Freiwillige aus Luxemburg gedient hatten. Die politische Linke Luxemburgs unterstützte die Forderungen der Arbeiter und Bauern. Jedoch existierte auch zwischen Arbeitern und Bauern ein großer Streit, da die Bauern den entstandenen Schwarzmarkt zu ihren Gunsten zu nutzen versuchten und hohe Preise für alltägliche Lebensmittel verlangten.
Reuter war in der Folge dazu bereit, Zugeständnisse zu machen und versprach, ein Referendum über die zukünftige Staatsform zu organisieren. Eine Verfassungsrevision war ebenfalls in Arbeit, nachdem es im Juni 1917 Massenstreiks und Revolutionsforderungen gegeben hatte, in deren Folge das Verhältniswahlrecht und das Wahlrecht für Frauen eingeführt worden waren. Somit gab es ab Mai 1919 im Großherzogtum das Prinzip der Volkssouveränität. Zusätzliche dankte die Großherzogin Marie-Adelheid für ihre Schwester Charlotte ab. Marie-Adelheid wurde eine deutschfreundliche Haltung vorgeworfen. Daran konnte auch ihr Widerstand in Form von Begnadigungen für zum Tode verurteilte Luxemburger, die mit der Entente zusammenarbeiteten, nichts ändern.
Im Dezember 1918 wandte sich Reuter der französischen Regierung zu, die auf belgischem Druck hin jedoch eine Abweisung erteilte. In Belgien hoffte man weiterhin auf eine Vereinigung der beiden Staaten – ein großer Teil Luxemburgs wurde bei einer der drei luxemburgischen Teilungen nach der belgischen Revolution an Belgien abgetreten, was fortan die Provinz Luxemburg bilden sollte. Darum versuchte die belgische Regierung auch, das Referendum über die zukünftige Staatsform auf nach den Abschluss der Friedensverhandlungen zu verschieben. Dies gelang jedoch nicht.
Das Referendum wurde am 28. September 1919 abgehalten. 78 % stimmten für Charlotte als Großherzogin, 20 % – mehrheitlich im Süden des Landes, für die Einrichtung einer Republik. Damit wurde die Monarchie bestätigt und zudem vom Volk legitimiert.

## Wirtschaftlicher Anschluss an Belgien
Nachdem Deutschland den Krieg verloren hatte, verließ das Großherzogtum den Deutschen Zollverein (Beitritt 1842) – dessen einziges Mitglied außerhalb Deutschlands es geblieben war – und suchte fortan eine neue wirtschaftliche Bindung. Diese Neuausrichtung bedeutete erstmal, dass Luxemburg politisch als auch wirtschaftlich isoliert war. Im Gegenzug erhielt man, erstmals seit dem Beitritt zum Zollverein und der Personalunion mit den Niederlanden die Zollhoheit zurück. Auch wenn die Sympathien gegenüber Deutschland weitestgehend verloren gegangen waren, war die wirtschaftliche Abkoppelung nicht vollends aus freien Stücken gewählt, sondern insbesondere auf den Druck der westlichen Entente vonstattengegangen. Die Abwendung von Deutschland in wirtschaftlicher Hinsicht hatte auch pragmatische Gründe: die wirtschaftlichen Auswirkungen des Versailler Vertrags waren noch nicht ersichtlich, aber in jedem Fall wollte man eine Mitleidenschaft des Großherzogtums bei einer deutschen Wirtschaftskrise verhindern.
Sowohl die Regierung Luxemburgs als auch die Bevölkerung bevorzugte eine wirtschaftliche Verbindung zu Frankreich, was mehrmals von der französischen Regierung abgelehnt wurde. Damit ist ein klarer Bezug auf die Abmachung zwischen Belgien und Frankreich von 1917 zu erkennen, bei welcher Frankreich auf Luxemburg verzichtet. Frankreich nahm im Anschluss eine klärende und vermittelnde Funktion ein, woraufhin ein Referendum abgehalten wurde. 73 % der Luxemburger stimmten für eine wirtschaftliche Verbundenheit mit Frankreich, nur 23 % mit Belgien. Jedoch wurde dies abermals von Frankreich abgelehnt. Dies lag unter anderem auch an der Annexion des ehemaligen Reichslandes Elsass-Lothringen, wodurch Frankreich wieder über genug Erzvorkommen verfügen konnte. Auch die USA und Großbritannien lehnten eine Einverleibung Luxemburgs durch Frankreich ab, um eine zu starke wirtschaftliche Stellung Frankreichs zu verhindern.
Am 25. Juni 1921 trafen Belgien und Luxemburg dennoch eine Einigung und gründeten die belgisch-luxemburgische Wirtschaftsunion (UEBL), die bis heute existiert (zuletzt 2012 verlängert) und im Jahre 1922 in Kraft getreten ist. Laut dem Historiker Charles Barthel wurde Luxemburg zur Vertragsunterzeichnung genötigt. Jedoch konnte Luxemburg gestärkt durch das Referendum von 1919 in die Verhandlungen mit Belgien gehen, während Belgien selbst nicht in der Lage war, Luxemburg seinen Willen aufzuzwingen. Sowohl die Monarchie als auch die Unabhängigkeit war durch das Volk legitimiert, ein Anschluss an Belgien, Frankreich (oder Deutschland) war kein Thema mehr. Um trotzdem seinen Einfluss zu erweitern, wollte Belgien zumindest eine wirtschaftliche Bindung mit Luxemburg erzielen. Abermals hatten ausländische Mächte über Luxemburg entschieden – wobei auch bereits vor und während des Krieges von keiner selbstständigen Politik Luxemburgs mehr gesprochen werden konnte.
Zwar konnte Belgien seinen Einfluss so ohne Annexion erweitern, jedoch hatte sich die wirtschaftliche Stellung und Position Luxemburgs ebenfalls verbessert.

## Auswirkungen auf die deutsch-luxemburgische Beziehungen
Infolge des Krieges koppelte sich Luxemburg nicht nur wirtschaftlich von Deutschland ab. Auch kulturell versuchte man sich an einer größeren Abgrenzung. Neben der Schaffung der Monarchie als ein großes Staatssymbol Luxemburgs, förderte man fortan die luxemburgische Sprache deutlich mehr. Zusätzlich schwanden große Sympathien zu Deutschland in der Folge des Krieges. Einen dauerhaften Einfluss auf die Sprachpolitik hatten die Weltkriege nicht. Deutsch ist weiterhin eine der drei Amtssprache Luxemburgs.
Jedoch gab es nach dem Ersten Weltkrieg seitens verschiedener Künstler das Bestreben, den luxemburgischen Nationalismus zu stärken.
- Siehe auch: Deutsch-luxemburgische Beziehungen